# 大連実徳足球倶楽部
大連実徳足球倶楽部（だいれんじっとくそっきゅうくらぶ、Dalian Shide Football Club）は、中華人民共和国・遼寧省の大連市をホームタウンとしていたプロサッカークラブ。2004年から2012年まで中国サッカー・スーパーリーグ（中国超級聯賽、国内リーグ1部に相当）に所属していた。2012年11月30日をもって大連阿爾濱足球倶楽部（大連一方足球倶楽部）と合併しチームは解散した。

## 概要
大連足球団として1983年に創立した。ホームタウンは遼寧省大連市である。
チーム名は大連実徳グループは化学建材事業を中核とする新興の企業グループと大連海昌グループは海運業を中核とした企業グループに由来する。

## 歴史
1983年
大連足球団創立。
1993年
大連万達に改名。
1994年
中国プロリーグ設立。初年度より参加。
1999年
大連万達実徳に改名。
2000年
大連実徳に改名。
2002年
AFCチャンピオンズリーグの初年度でもある2002-2003年大会に初出場すると予選で城南、清水、オーソットサパーのグループBを2勝1分で首位通過して決勝トーナメントに進出した。準決勝でアル・アインと対戦した。アウェイの第1戦を2-4で敗れるとホームの第2戦では4-3で勝利したが合計スコア6-7で準決勝で敗退が決定した。
2004年
2年連続の2回目の出場となったAFCチャンピオンズリーグ2004の予選でホアンアイン・ザライ、クルン・タイ・バンク、PSMマカッサルのグループFを5勝1敗で2年連続首位通過して決勝トーナメントに進出した。準々決勝でアル・イテハドと対戦した。ホームの第1戦を1-1で引き分けるとアウェイの第2戦では0-1で敗れ、合計スコア1-2で準々決勝で敗退が決定した。
2006年
3回目の出場となったAFCチャンピオンズリーグ2006の予選で全北、G大阪、ダナンのグループEを4勝2敗の2位で終えグループリーグ敗退した。
2008年
サテライトチーム「Dalian Shide Siwu Football Club（大連実徳四五FC）」が、Sリーグ（シンガポールサッカーリーグ）へ参加。（ただし、1年で撤退）
2009年
再びチーム名を大連実徳に改名。
2012年
11月 大連実徳グループは120億元の負債を抱えていたため破産手続きを開始、大連阿爾濱足球倶楽部を運営する大連阿爾濱集団が大連実徳を吸収合併することで合意した。同月30日、大連実徳足球倶楽部は正式に解散した。

## タイトル

### 国内タイトル
- 甲Aリーグ：7回
  - 1994, 1996, 1997, 1998, 2000, 2001, 2002

- 中国サッカー・超級リーグ：1回
  - 2005

- 中国FAカップ：2回
  - 2001, 2005

- 中国サッカー・スーパーカップ：3回
  - 1997, 2001, 2003

## 過去の成績
- 1994 - 中国甲Aリーグ 優勝
- 1995 - 中国甲Aリーグ 3位
- 1996 - 中国甲Aリーグ 優勝
- 1997 - 中国甲Aリーグ 優勝
- 1998 - 中国甲Aリーグ 優勝
- 1999 - 中国甲Aリーグ 9位
- 2000 - 中国甲Aリーグ 優勝
- 2001 - 中国甲Aリーグ 優勝
- 2002 - 中国甲Aリーグ 優勝
- 2003 - 中国甲Aリーグ 3位
- 2004 - 中国スーパーリーグ 5位
- 2005 - 中国スーパーリーグ 優勝
- 2006 - 中国スーパーリーグ 5位
- 2007 - 中国スーパーリーグ 5位
- 2008 - 中国スーパーリーグ 14位
- 2009 - 中国スーパーリーグ 8位
- 2010 - 中国スーパーリーグ 6位
- 2011 - 中国スーパーリーグ 12位
- 2012 - 中国スーパーリーグ 14位

## 歴代監督
- 張宏根、盖增君 1994
- 遅尚斌 1995-1997
- 徐根宝 1998-1999
- 李応発 1999
- ミロラード·コサノビッチ 1999-2004
- 郝海東 2004
- ヴラディミル・ペトロヴィッチ 2005-2006
- 林楽豊 2006
- ヨハネス・ボンフレール 2007
- ラデント・マルチスロニッチ 2008
- ミロラード·コサノビッチ 2008
- 徐弘 2009-2010
- 朴成華 2010-2011
- 盖增君 2011
- ネロ・ヴィンガダ 2011-2012

## 歴代所属選手
- 李明 1989-2005
- 郝海東 1997-2005
- 董方卓 2002-2004、2008-2010
- 馮瀟霆 2005-2008
- 趙旭日 2005-2009
- ヴァクラブ・ネメチェク 1998-1999
- ニコラス・ウデク 2002
- ゾラン・ヤンコヴィッチ 2002-2007
- エルミン・シリャク 2003-2004
- 安貞桓 2009-2011
- ホセ・ルイス・ロペス・ラミレス 2010
- マルティン・カムブロフ 2010-2012
- 全光真 2011
- 金珍圭 2011
- 朴東赫 2012